# Біруїнца
Біруїца  (рум. Biruinta) — місто у Синжерейському районі Республіки Молдова.
Назва міста переводиться як Перемога.

## Історія
В 1968 році населення міста становило 2,3 тис. жителів. Працював цукровий завод.

## Населення

### Національність
Розподіл населення за національністю за даними перепису 2004 року:
| Національність      | Відсоток |
| ------------------- | -------- |
| молдовани/румуни    | 66,59%   |
| українці            | 20,17%   |
| росіяни             | 11,67%   |
| інші/не визначилися | 1,57%    |